# Amyna
Amyna is een geslacht van vlinders van de familie van de uilen (Noctuidae), uit de onderfamilie van de Bagisarinae. De wetenschappelijke naam en de beschrijving van dit geslacht zijn voor het eerst gepubliceerd in 1852 door Achille Guenée. De soorten van dit geslacht komen voor in de subtropen en de tropen.

## Soorten
- Amyna acuta Berio, 1959
- Amyna albiloba (Warren, 1913)
- Amyna amplificans (Walker, 1858)
- Amyna apicalis (Walker, 1865)
- Amyna apicipuncta (Turner, 1936)
- Amyna aroa (Bethune-Baker, 1906)
- Amyna aurea Lucas, 1898
- Amyna auriculata (Turner, 1903)
- Amyna axis (Guenée, 1852)
- Amyna bullula (Grote, 1873)
- Amyna crocosticta Hampson, 1910
- Amyna distigmata (Hampson, 1896)
- Amyna delicata Wiltshire, 1994
- Amyna dohertyi Holloway, 2009
- Amyna flavirena Holloway, 1979
- Amyna frontalis Strand, 1920
- Amyna glaucoptera Hampson, 1910
- Amyna griseola (Snellen, 1872)
- Amyna incertalis (Guillermet, 1992)
- Amyna indignata Wileman & South, 1921
- Amyna insularum Schaus, 192
- Amyna leucostriga Hampson, 1910
- Amyna magnifoveata Hampson, 1918
- Amyna modesta (Warren, 1913)
- Amyna monocampta Hampson, 1910
- Amyna natalica Pinhey, 1975
- Amyna natalis (Walker, [1859])
- Amyna onthodes (Lower, 1903)
- Amyna padanga (Swinhoe, 1919)
- Amyna punctum (Fabricius, 1794)
- Amyna renalis (Moore, 1882)
- Amyna rubrirena Hampson, 1918
- Amyna ruptirena Hampson, 1910
- Amyna spilonota Lower, 1903
- Amyna spissa (Warren, 1913)
- Amyna stellata Butler, 1878
- Amyna stricta (Walker, 1858)
- Amyna sugiorum Kishida, 2010
- Amyna virbioides Pagenstecher, 1907